# Quorum sensing
Quorum sensing jest to sposób „porozumiewania się” między sobą bakterii za pomocą cząsteczek związków chemicznych. Jeszcze nie utrwaliła się polska nazwa tego zjawiska (proponowane są nazwy: wyczuwanie kworum, sygnalizator zagęszczenia itp.)
Pierwszymi organizmami, u których zaobserwowano to zjawisko, były bakterie z rzędu: Myxobacteria oraz Streptomyces.

## Historia
Pierwsze badania nad quorum sensing prowadzili w latach 70. XX wieku naukowcy na Uniwersytecie Harvarda. W 1979 roku Nealson i Hasting opisali quorum sensing u świecących bakterii morskich Vibrio fischeri i Vibrio harveyi.
Badali oni szczepy bakterii Vibrio fischeri oraz Vibrio harveyi, pospolite drobnoustroje mórz i oceanów. Zauważyli, że podczas hodowli w pewnym momencie bakterie zaczynają świecić. Zjawisko to miało miejsce dopiero w momencie dużego zagęszczenia szczepów. Postawiono pytanie, dlaczego zjawisko nie zachodziło w małym zagęszczeniu szczepów? Po przeprowadzeniu badań naukowcy doszli do wniosku, że gdy hodowla osiągnie duże zagęszczenie, aby nie zginąć z powodu braku pokarmu lub samozatrucia metabolitami, wytwarza związki chemiczne które informują kolonię o potrzebie zaprzestania rozmnażania. W przypadku rodzaju Vibrio towarzyszy temu luminescencja.

## Występowanie
Inne bakterie, u których odkryto to zjawisko to między innymi:
- Escherichia coli
- Yersinia pestis – wywołująca dżumę, która „oszukuje” tkanki jelit, dzięki czemu dostaje się do krwiobiegu.

Quorum sensing może także zachodzić między tkankami roślinnymi i zwierzęcymi.

## Znaczenie biologiczne
Procesy, w których wykorzystywane jest przez bakterie zjawisko quorum sensing:
- bioluminescencja
- wzrost rozpełzliwy (ang. swarming)
- biosynteza antybiotyków
- transferowanie plazmidów
- wytwarzanie biofilmu
- wirulencja